# Prêmio Lenin
O Prêmio Lenin ou Prémio Lenine (em russo:  Ле́нинская пре́мия/ Leninskaia premiia) foi um dos maiores prêmios da União das Repúblicas Socialistas Soviéticas. Foi instituido em 23 de junho de 1925 e concedido até 1934. Deixou de ser concedido entre 1935 e 1956. De 1941 a 1952 foi instituído em seu lugar o Prêmio Stalin. Somente em 15 de agosto de 1956 voltou a ser concedido, sendo extinto em 1990. A premiação acontecia anualmente, em 22 de abril, o aniversário de Lenin. Foram agraciadas personalidades individuais dos campos da ciência, literatura, arte, arquitetura e técnica.

## Agraciados

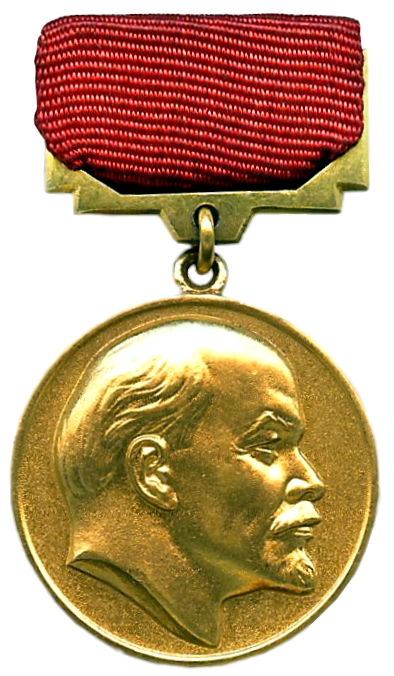
O Prêmio Lenin

Esta lista está incompleta.

### 1925 — 1934
- Alexander Yevgenyevich Fersman (Александр Евгеньевич Ферсман, 1929, Mineralogia)
- Vladimir Shukhov (Владимир Григорьевич Шухов, 1929, Engenharia)
- Leonid Mandelstam (Леонид Исаакович Мандельштам, 1931, Física)
- Nikolay Zelinsky (Николай Дмитриевич Зелинский, 1934, Química)

### 1956 — 1990
- Andrei Sakharov (Андрей Дмитриевич Сахаров, 1956, Física Atômica)
- Yulii Borisovich Khariton (Юлий Борисович Харитон, 1956, Física Atômica)
- Nikolay Dollezhal (Николай Антонович Доллежаль, 1957, Construção de Usinas Atômicas)
- Jakov Seldovich (Яков Борисович Зельдович, 1957, Física Atômica)
- Sergei Korolev (Сергей Павлович Королёв, 1957, Construção de Foguetes)
- Vladimir Myasishchev (Владимир Михайлович Мясищев, 1957, Construção de Aviões)
- Musa Cälil (Муса Мустафович Джалиль/Musa Mustafowitsch Dschalil, 1957 póstumo, Literatura)
- Mikhail Budyko (Михаил Иванович Будыко, 1958, Geofísica)
- Mikhail Mil (Михаил Леонтьевич Миль, 1958, Construção de Helicópteros)
- Nicolay Basov (Николай Геннадиевич Басов, 1959, Física)
- Victor Makeev (Виктор Петрович Макеев, 1959, Construção de Foguetes)
- Michail Sholokhov (Михаил Александрович Шолохов, 1960, Literatura)
- Georgy Sviridov (Гeoргий Васильевич Свиридов, 1960, Música)
- Alexander Bereznyak (Александр Яковлевич Березняк, 1961, Construção de Foguetes)
- Abram Ioffe (Абрам Фёдорович Иоффе, posthum 1961, Física)
- Evgeny Mravinsky (Евгений Александрович Мравинский, 1961, Música)
- Aleksandr Tvardovsky (Александр Трифонович Твардовский, 1961, Literatura)
- Aleksei Pogorelov (Алексей Васильевич Погорелов, 1962, Matemática)
- Korney Chukovsky (Корней Иванович Чуковский, 1962, Literatura)
- Emil Gilels (Эмиль Григорьевич Гилельс, 1962, Música)
- Oleg Antonov (Олег Константинович Антонов, 1962, Construção de Aviões)
- Lev Davidovich Landau e Evgeny Lifshitz (Лев Давидович Ландау/Евгений Михайлович Лифшиц, 1962, Física)
- Chinghiz Aitmatov (Чыңгыз Айтматов, 1963, Literatura)
- Hanon Izakson (Ханон Ильич Изаксон, 1964, Construção de Máquinas Agrícolas)
- Innokenty Smoktunovsky (Иннокентий Михайлович Смоктуновский, 1965, Ator)
- Vladimir Arnold (Влади́мир И́горевич Арно́льд, 1965, Matemática)
- Valentin Konstantinovich Ivanov (Валентин Константинович Иванов, 1966, Matemática)
- Alexei Alexeevich Abrikosov (Алексей Алексеевич Абрикосов, 1966, Física)
- Vitaly Lazarevich Ginzburg (Виталий Лазаревич Гинзбург, 1966, Física)
- Gersh Budker (Герш Ицкович Будкер, 1967, Física)
- Igor Moiseyev (Игорь Александрович Моисеев, 1967, Dança)
- Yuri Manin (Юрий Иванович Манин, 1967, Matemática)
- Sergei Novikov (Сергей Петрович Новиков, 1967, Matemática)
- Mikhail Svetlov (Михаил Светлов, 1967, Poesia)
- Pavel Sukhoi (Павел Осипович Сухой, 1968, Construção de Aviões)
- Yevgeny Vuchetich (Евгений Викторович Вучетич, 1970, Escultura)
- Konstantin Sergeyev (Константин Михайлович Сергеев, 1970, Dança)
- Yuri Denisyuk (Юрий Николаевич Денисюк, 1970, Holografia)
- Alexander Yakovlev (Александр Сергеевич Яковлев, 1971, Construção de Aviões)
- Konstantin Simonov (Константин Симонов, 1974, Poesia)
- Vladimir Ilyushin (Владимир Сергеевич Ильюшин, 1976, Piloto de Testes)
- Boris Ribakov (Борис Александрович Рыбаков, 1976, Historiador)
- Zurab Tsereteli (Зураб Константинович Церетели, 1976, Arquitetura)
- Nadejda Pavlova (Наде́жда Васи́льевна Па́влова, 1977, dança e teatro)
- Vasil Bykaŭ (Василь Владимирович Быков, 1986, Poesia)
- Tengiz Abuladze (Тенгиз Евгеньевич Абуладзе, 1988, Cineasta)
- Andrei Tarkovski (Андрей Арсеньевич Тарковский, 1990 (póstumo), Cineasta)
- Anatol Zhabotinsky (Анатолий Маркович Жаботинский, data ignorada, Química)